# 黄荣远堂
黄荣远堂位于中国福建省厦门市鼓浪屿，是全国重点文物保护单位鼓浪屿近代建筑群的子项目之一。
黄荣远堂原为住宅，1930年转手至黄仲训家族，辟为房地产公司。别墅由主楼、副楼及花园组成，主楼坐北朝南偏东，四层，平顶砖混建筑，风格受曾在东南亚殖民建筑中流行的帕拉迪奥建筑风格影响，正立面柱廊，由四根仿塔司干柱式支撑。